# Gammkvarntjärnen
Gammkvarntjärnen är en sjö i Vindelns kommun i Västerbotten och ingår i Umeälvens huvudavrinningsområde.